# Vandál királyok listája
A vandálok népe európai vándorútja során a Kárpát-medencétől Hispániáig jutott, ahol rövid életű államot hozott létre, majd áttelepültek Észak-Afrikába, ahol tartósabb királyságot alakítottak. Kalóztámadásokkal zavarták a Földközi-tengeri hajókat, s 455-ben még Rómát is feldúlták. 534-ben Bizánc pusztította el államukat.

## Uralkodóik (4. század–534)
| Uralkodó                 | Uralkodott                              | Névváltozat(ok)          | Megjegyzés |
| ------------------------ | --------------------------------------- | ------------------------ | ---------- |
| Wisimar                  | kir.:? †335                             | Visimar                  |            |
| ...                      |                                         |                          |            |
| Godigisel                | kir.:359 †406 decembere                 | Godegisel                |            |
| Gunderik (* 379)         | kir.:407 †428 eleje                     | -                        |            |
| Geiserik (* 389)         | kir.:428 †477. január 25.               | Genseric, Gaiseric(h)    |            |
| Hunerik (* 411)          | kir.:477 †484. december 23.             | Honeric                  |            |
| Gunthamund (* 450 körül) | kir.:484 †496. szeptember 3.            | Gonthamond, Gunthamundus |            |
| Thrasamund (* 450 körül) | kir.:496 †523. május 6.                 | Thrasamundus             |            |
| Hilderik (* 457)         | kir.:523 tf.:530. május 19., †533       | Hildiric, Hilderich      |            |
| Gelimer (* 480)          | kir.:530 tf.:534. március/április, †553 | Geilamir, Gailimer       |            |

## Családfa
```
                                 Godegisel
                                  (†406)
                                     |
                            --------------------
                            |                  |
                        Gunderich          Geiserich
                         (†428)             (†477)
                                               |
                                         -----------------  
                                         |               |
                                     Hunerich        Gentunis
                                      (†484)         (†477 e.)
                                         |               |
                                      Hilderich      -------------------------
                                       (†533)        |           |           |
                                               Gunthamund   Thrasamund   Gelarius
                                                 (†496)       (†523)         |
                                                                         Gelimer
                                                                          (†553)
```

## Tabló
A vonalak az életkorokat jelölik (nem az uralkodási időket).